# Levenç
Levenç (en francès Levens) és un municipi francès situat al departament dels Alps Marítims i a la regió de Provença – Alps – Costa Blava.

## Demografia
| 1962                                       | 1968  | 1975  | 1982  | 1990  | 1999  | 2006  |
| ------------------------------------------ | ----- | ----- | ----- | ----- | ----- | ----- |
| 1.223                                      | 1.299 | 1.422 | 1.800 | 2.686 | 3.700 | 4.427 |
| Des de 1962: població sense dobles comptes |       |       |       |       |       |       |

## Administració
| Revolució i Ir Imperi 1793-1815 | Regne sardo-piemontés 1815-1860 | Républica francesa 1860-2008              |
| Jean-Pierre Goiran (1792-1794)  | Ludovic Verola (1818-1821)      | Honoré Baudouin (1860-1865)               |
| Jean Blanc (1794-1796)          | Jean Raynaut (1821-1825)        | Louis Barriera (1865-1870)                |
| Jean Raynaud (1794-1796)        | Jean Masseglia (1825-1826)      | Joseph Faraut (1870-1871)                 |
| Joseph Faraut (1794-1796)       | Pierre Maurin (1827-1834)       | Victor Masseglia (1871-1878)              |
| André Raynaud (1794-1796)       | Victor Laurens (1834-1835)      | Louis Ciais (1878-1882)                   |
| Etienne Laurens (1794-1796)     | Jean Raynaut (1835-1843)        | Joseph Faraut (1882-1896)                 |
| Laurent Giletta (1794-1796)     | Etienne Héraud (1843-1849)      | Léon Sauvan (1896-1903)                   |
| Laurent Giletta (1796-1800)     | Prosper Bermond (1849-1851)     | Jean Gilletta de Saint Joseph (1903-1929) |
| Augustin Giletta (1800-1800)    | Pierre Cipre (1852-1855)        | Joseph Raybaud (1929-1991)                |
| Laurent Giletta (1800-1806)     | Louis Ciais (1855-1860)         | Léon-Pierre Raybaud (1991-1994)           |
| Jean Giraud (1806-1813)         | .                               | Antoine Véran (1994- ...)                 |
| Étienne Laurens (1813-1818)     | .                               | .                                         |